# Матлацинка (язык)
Матлацинка (Matlatzinca, Matlatzinca de San Francisco de los Ranchos, Ocuiltec, San Francisco Matlatzinca, Tlahuica) — индейский язык, на котором говорит народ матлацинка в муниципалитете Сан-Франсиско-де-лос-Ранчос штата Мехико в Мексике. Относится к подгруппе ото-паме ото-мангской семьи языков. Самоназвание их языка, pjiekak’joo, в переводе означает «язык, на котором я говорю».
Язык матлацинка имеет 2 подгруппы или диалекта, у которых между собой есть взаимопонятность: окуильтекский или тлауиканский (Atzingo Matlatzikca, Atzinteco, Ocuiltec, Ocuilteco, Tlahuica, Tlahura) и матлацинка. В то время как один язык так удалён от другого, из-за чего их считают отдельными языками. На матлацинка говорят около 1000 человек, в основном пожилые люди, в муниципалитете Сан-Франсиско-Остотильпа, а на окуильтекском/тлауиканском около 400 человек в деревнях Сан-Хуан-Ацинго м Санта-Люсия-дель-Прогресо муниципалитета Окуилан.
Из-за чрезвычайно небольшого числа населения и неблагоприятной возрастной структуры язык матлацинка находится под угрозой исчезновения. По данным переписи 2000 года, только 26 человек в возрасте до 20 лет были зарегистрированы как носители окуильтекского диалекта.
В 2001 году вместе с 62 другими языками он был признан статутным правом Мексики в качестве официального языка в мексиканском федеральном округе и других административных подразделениях, в которых на нём говорят, и наравне с испанским языком.